# پشت و خنجر
پشت و خنجر فیلمی به کارگردانی ایرج قادری و نویسندگی سعید مطلبی محصول سال ۱۳۵۶ است.

## خلاصه فیلم
غلام (با بازی ایرج قادری) زمانی که متوجه می‌شود که پسرش حشمت با زنی به نام پری (با بازی فروزان) معاشرت دارد، به سراغ پری می‌رود و از او می‌خواهد که دست از سر حشمت بردارد .اما دیری نمی‌گذرد که خود شیفتهٔ پری شده و خانوادهٔ خود را رها می‌کند. پس از آن، کریم قلندر (با بازی فرهاد حمیدی) غلام را به اعتیاد می‌کشاند.
غلام مدتها بعد از آنکه خانه و زندگیش را رها کرده و در حالی که زن مورد علاقه اش هم دیگر او را تحویل نمی‌گیرد، به شکل یک ولگرد برای جاروکشی وارد یک باشگاه ورزشی می‌شود و با برخورد بد مدیر باشگاه که پسر خودش است، مواجه می‌گردد. سپس پسرش به پشتیبانی از او برمی‌خیزد و با کسانی که او را معتاد کرده‌اند، برخورد می‌کند. اما خود پسر در دام دوستی می‌افتد و معتاد می‌شود. در نهایت پدر از خواب غفلت بیدار می‌شود و دست در دست فرزند، باهم بدخواهان را تنبیه می‌کنند و راه درست زندگی را انتخاب می‌کنند.

## بازیگران
ایرج قادری
فروزان
فرهاد حمیدی
پوری بنایی
بهمن مفید
علی پارسا